# Xerophyllum cortices
Xerophyllum cortices is een rechtvleugelig insect uit de familie doornsprinkhanen (Tetrigidae). De wetenschappelijke naam van deze soort is voor het eerst geldig gepubliceerd in 1903 door Buckton.